# 비카스 (로켓 엔진)

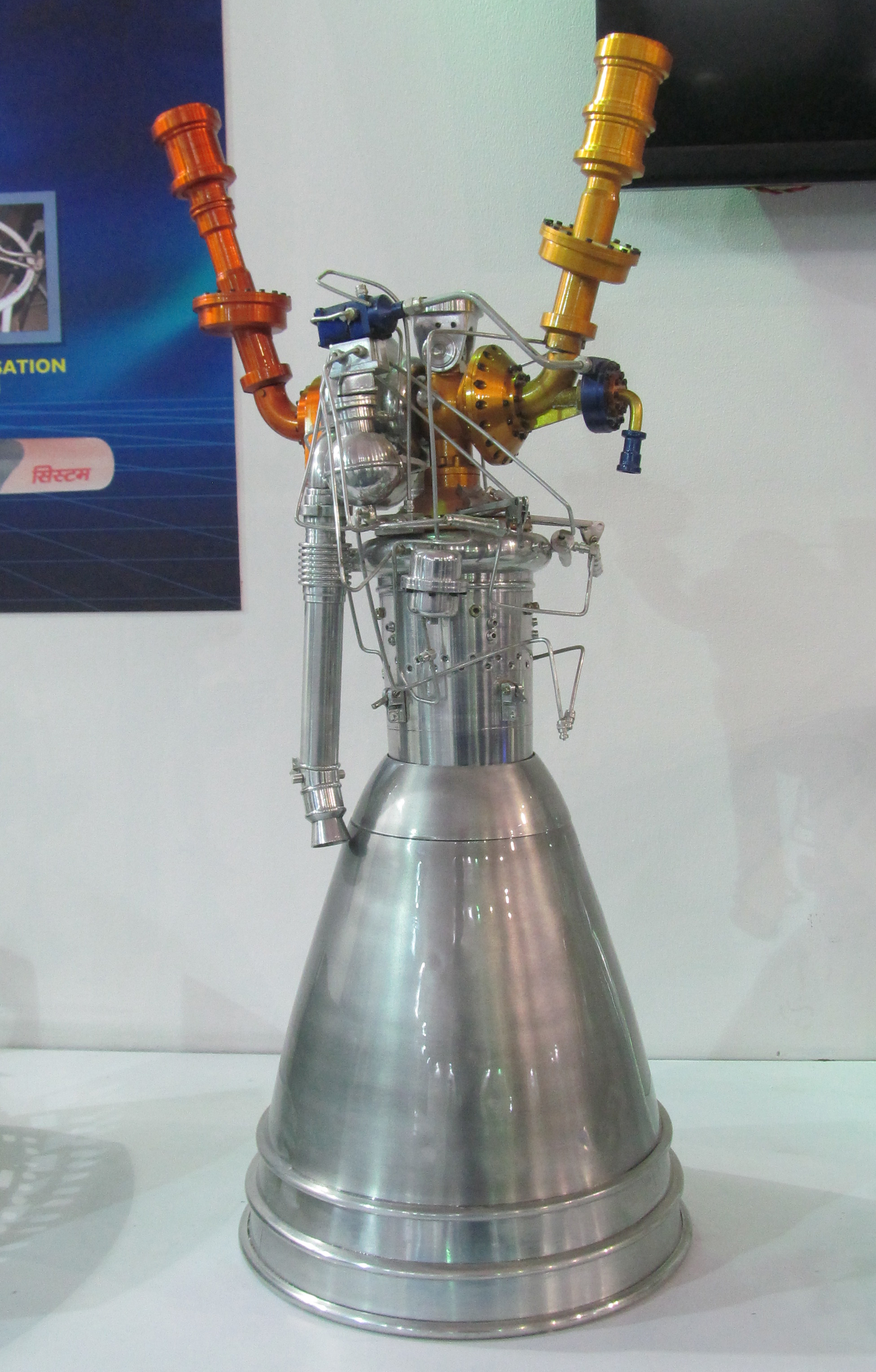

비카스(Vikas)는 인도의 로켓 엔진이다.

## 역사
비카스(Vikas)는 비크람 압달랄 사라바이(Vikram Ambalal Sarabhai)의 약자이다. 인도 최초의 총리인 자와할랄 네루와 그의 측근인 과학자 비크람 사라바이는 1962년 인도우주연구위원회(INCOSPAR)를 설립했다. 1969년 ISRO로 이름이 변경되었다. 인도는 1972년 세계 최초로 정부 부서인 인도 우주부(Department of Space)를 만들었다. ISRO는 인도 우주부의 산하기관이다. 인도 남부 안드라프라데시주의 스리하리코타에는 비크람 사라바이 우주센터가 있다. 비크람 사라바이는 인도 우주 연구 역사에서 매우 유명하며, 우주센터, 로켓 엔진의 이름으로 사용되고 있다.
추력 80톤의 비카스 로켓 엔진은 프랑스의 추력 80톤급 바이킹 (로켓 엔진)을 라이센스 받아 1970년대에 인도 국내에서 생산한 것이다. 가스발생기 사이클에 연료는 UDMH, 산화제는 사산화이질소를 사용한다.
비카스 엔진은 PSLV 2단, GSLV-I, GSLV-II의 부스터와 2단, GSLV-III의 1단에 사용되었다. PSLV, GSLV-I, GSLV-II에는 40톤, GSLV-III에는 55톤의 연료와 산화제를 주입한다.

## 인도의 로켓 엔진
- CE-7.5, 추력 7.5톤, 액체수소/액체산소
- CE-20, 추력 20톤, 액체수소/액체산소
- SCE-200, 추력 200톤, 등유/액체산소
- PS4, 추력 7.6톤, UDMH/사산화이질소
- 비카스, 추력 80톤, UDMH/사산화이질소
- S7, 추력 7톤, 고체연료
- S9, 추력 9톤, 고체연료
- S12, 추력 12톤, 고체연료
- S139, 추력 480톤, 고체연료
- S200, 추력 525톤, 고체연료